# Врста (јединица)
Врста је стара руска једница за дужину - растојање. Једна врста је 1066,7 метара.